# Bella Poarch
Bella Poarch, pseudonimo di Denarie Bautista Taylor (Pangasinan, 8 febbraio 1997), è una cantante filippina naturalizzata statunitense.
Ha raggiunto notorietà sul social media TikTok, nell'agosto 2020, grazie ad un video in cui canta in playback la canzone Soph Aspin Send della rapper britannica Millie B. con il quale detiene il record per il video con più "mi piace" e visualizzazioni dell'intera applicazione. In seguito, realizza il suo sogno di diventare cantante, pubblicando il singolo di debutto Build a Bitch.

## Biografia
Nata nelle Filippine da una coppia di etnia ilocana, fino all'età di tre anni è stata cresciuta in una baraccopoli dalla nonna, prima di essere adottata da una coppia formata dal padre adottivo, un'euroamericano che aveva servito per le forze armate statunitensi, e la madre adottiva, di origini filippine. Fino all'età di 13 anni ha vissuto con i genitori adottivi, le due sorelle maggiori (anch'esse adottate) e il fratello minore in una fattoria, prima di trasferirsi negli Stati Uniti d'America a San Francisco prima, e in Texas dopo.
Durante questo periodo fino all'età di 17 anni sia lei che il fratello sono vittime di violenza fisica e verbale da parte del padre adottivo, che ha comportato nel 2017 la diagnosticazione di ansia, depressione e un disturbo da stress post-traumatico. In seguito, nel triennio che va dal 2015 al 2018, ha servito la marina statunitense stazionando in Giappone e nelle isole Hawaii.

### La notorietà su TikTok
Nel gennaio 2020, ha creato il proprio account TikTok, in cui ha iniziato a pubblicare video con contenuti riguardanti videogiochi e cosplay. Ha acquisito notorietà nell'agosto 2020, quando alcuni dei suoi video di sincronizzazione labiale sono diventati virali, in particolare uno in cui canta in playback la canzone "Sophie Aspin Send" di Millie B. che nel settembre dello stesso anno è diventato il video con più mi piace della piattaforma, superando il precedente pubblicato da "British Promise Cats".
Diventata nel mentre una delle utenti di TikTok con maggiori follower, nel maggio 2020 realizza la linea di abbigliamento in edizione limitata RIPNDIP x Paca Collaboration; mentre nel dicembre dello stesso anno riceve offerte, come streamer, da parte di alcune aziende di eSport quali FaZe Clan e 100 Thieves.

### Debutto musicale
Appassionata di musica, nel maggio 2021 firma un contratto con la casa discografica Warner Records e, il 14 maggio pubblica il proprio singolo di debutto Build a Bitch, che ha debuttato alla 58ª posizione della Billboard Hot 100 grazie a 13,1 milioni di riproduzioni in streaming, 3 000 download digitali e 260 000 ascoltatori raggiunti in radio.
Il 12 agosto 2022 pubblica il suo primo extended play, che include alcuni dei suoi singoli di debutto, come Build a Bitch, al fianco di nuovi singoli come Villain e Living Hell. L'album è stato elogiato da alcune riviste, quali Rolling Stone, per il suo tono dark pop.

## Controversie
Bella Poarch ha ricevuto delle critiche a causa di un suo tatuaggio raffigurante una figura simile alla bandiera del Sole Nascente, considerato simbolo dell'imperialismo giapponese e quindi considerato offensivo da parte di alcuni popoli dell'est asiatico. Venuta a conoscenza del malcontento creato, nel settembre 2020 ha pubblicato delle scuse pubbliche.

## Vita privata
Risiede a Los Angeles.
Sui social media ha espresso il suo sostegno alla comunità asiatico-americana a causa dell'aumento delle denunce di crimini d'odio contro di loro. Ha anche condiviso le sue esperienze con Vogue, affermando di potersi immedesimare in questa situazione perché, da adolescente asiatica, è stata "trattata in modo diverso" e "attaccata e aggredita a caso" dopo essersi trasferita negli Stati Uniti dalle Filippine.
Nel 2019 ha sposato il collega marinaio Tyler Poarch, da cui ha poi divorziato nel novembre 2022.

## Discografia

### EP
- 2022 – Dolls

### Singoli
- 2021 – Build a Bitch
- 2021 – Inferno (con Sub Urban)
- 2022 – Dolls
- 2022 – Living Hell
- 2023 – Crush
- 2023 – Bad Boy
- 2024 – Don't Like Anybody
- 2024 – Sweet Delusion

## Riconoscimenti
- E! People's Choice Awards
  - 2021 – Candidatura all'artista rivelazione del 2021[36]

- iHeartRadio Music Awards
  - 2022 – Social Star Award
  - 2022 – Candidatura al miglior video musicale per Build a Bitch[37]

- MTV Millennial Awards
  - 2021 – Candidatura al creatore globale[38]

- MTV Video Music Awards
  - 2021 – Candidatura ai migliori effetti speciali per Build a Bitch[39]

- Nickelodeon Kids' Choice Awards
  - 2023 – Favourite Social Music Star

- UK Music Video Awards
  - 2021 – Candidatura al miglior video pop per Build a Bitch[40]

- Streamy Awards
  - 2021 – Candidatura al creatore dell'anno[41]
  - 2021 – Creatore rivelazione dell'anno[41]
  - 2021 – Candidatura al Short Form[41]